# Hôpital général de référence de Mangobo
L’hôpital général de référence de Mangobo est un centre de soins de santé public de la ville de Kisangani, sigué dans la communes Mangobo, province de la Tshopo en république démocratique du Congo

## Historique
L’Hôpital Général de Référence (HGR) de Mangobo est un établissement de santé publique situé dans la commune de Mangobo, à Kisangani, en République Démocratique du Congo. Il se trouve précisément dans le quartier Limanga, Bloc II, n° 08, au sein de l’aire de santé de Maman Mwilu, dans la Zone de Santé Urbaine (ZSU) de Mangobo.
En 2021, une étude a été menée à l’HGR de Mangobo pour analyser la mise en œuvre de la politique de gestion des médicaments dans les hôpitaux publics de Kisangani. Cette recherche visait à évaluer l’efficacité de la gestion des médicaments et à proposer des améliorations pour assurer une meilleure disponibilité des médicaments essentiels.
En 2022, l’HGR de Mangobo a été le site d’une étude sur les tendances des actes chirurgicaux. Cette recherche a permis d’identifier la proportion des interventions chirurgicales réalisées et d’évaluer les besoins en ressources humaines et matérielles pour améliorer les services chirurgicaux.
En 2023, il a été rapporté que l’HGR de Mangobo a été pillé et saccagé par certains jeunes de la municipalité, entraînant une interruption des services de santé. Cet incident souligne les défis sécuritaires auxquels sont confrontés les établissements de santé dans la région.

## Services
L’Hôpital Général de Référence (HGR) de Mangobo offre divers services de santé essentiels :
1. Services médicaux :
- Consultations générales et spécialisées.
- Médecine interne.
- Pédiatrie.
- Gynéco-obstétrique.
- Chirurgie générale.

2. Services paramédicaux :
- Radiologie.
- Échographie.
- Analyses médicales au laboratoire.
- Prise en charge nutritionnelle.
- Soins communautaires :
- Programmes de sensibilisation et de vaccination.
- Prévention des maladies infectieuses (malaria, VIH/SIDA, tuberculose).

3. Urgences et hospitalisation :
- Urgences 24h/24.
- Services d’hospitalisation dans plusieurs disciplines.

## Partenariat et Reseaux
L’HGR de Mangobo collabore avec plusieurs institutions pour renforcer ses services :
- Organisations internationales :
- Médecins Sans Frontières (MSF), pour des soins d’urgence et des formations du personnel.
- UNICEF, pour la vaccination et la prise en charge de la malnutrition.
- Gouvernement :
- Ministère de la Santé Publique de la RDC, pour les équipements et le soutien logistique.
- Programmes de santé provinciaux pour la supervision et le financement.
- Société civile et ONG locales :
- Collaboration avec des organisations communautaires pour des campagnes de sensibilisation.

Réseaux de l’Hôpital Général de Référence de Mangobo :
- Zone de Santé de Mangobo :

L’hôpital est intégré dans le réseau de la Zone de Santé de Mangobo, qui supervise plusieurs centres de santé périphériques.
- Réseau régional :

Collaboration avec d’autres HGR de Kisangani, comme l’HGR Kabondo et l’HGR Lubunga, pour des transferts de patients et des services spécialisés.
- Réseaux internationaux :

Participation à des initiatives de santé publique menées par l’OMS et d’autres agences,.